# Distretto di Bahçesaray

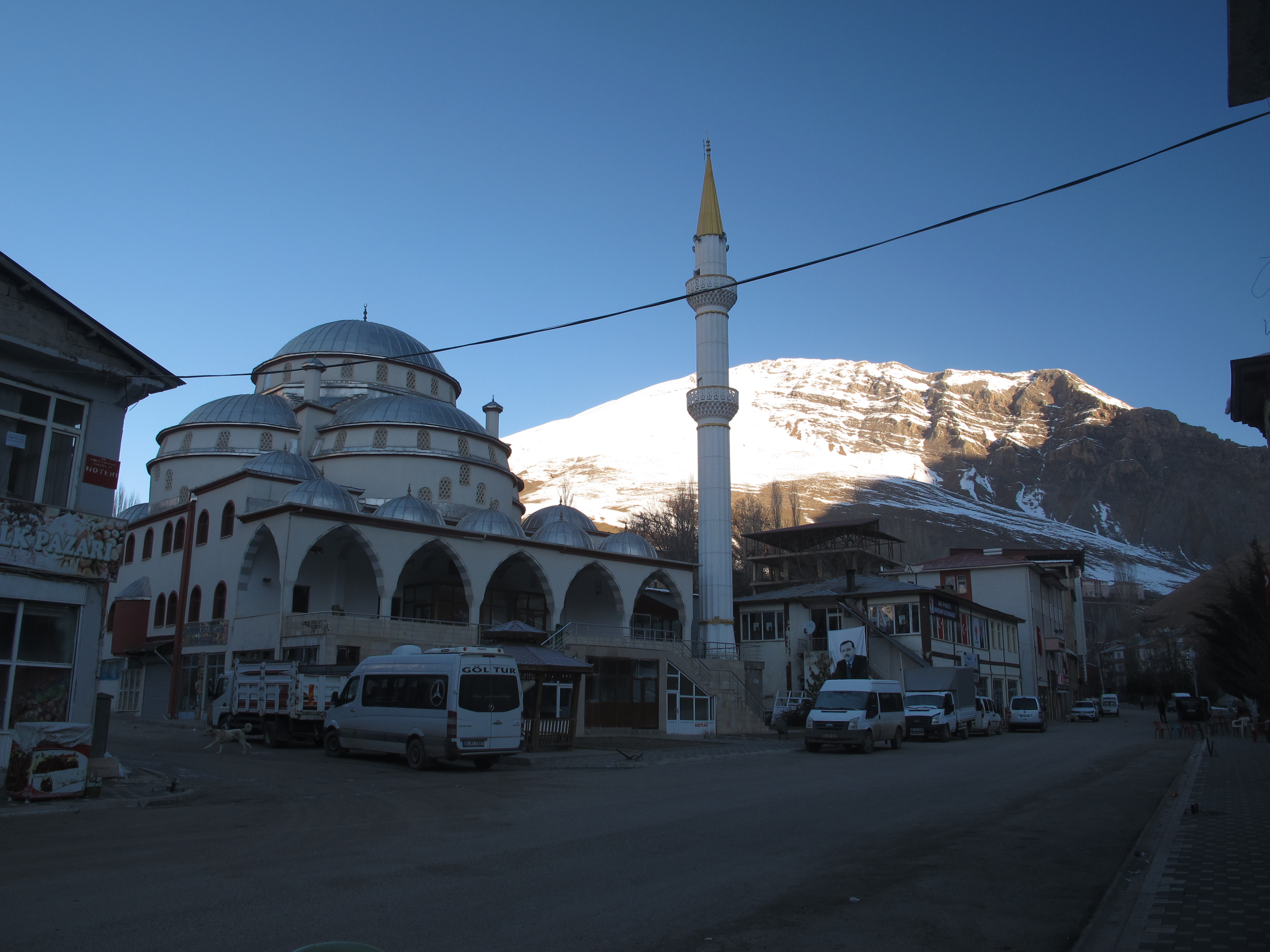
Central mosque in Bahçesaray

Il distretto di Bahçesaray (in turco Bahçesaray ilçesi) è uno dei distretti della provincia di Van, in Turchia.
Confina ad nordovest con la provincia di Bitlis (distretto di Hizan) e a sudovest con la provincia di Siirt (distretto di Pervari). Ad est confina con altri distretti della provincia di Van: quello di Gevaş e quello di Çatak, cui è collegato attraverso il Karabet Geçidi, una delle strada asfaltate tra le più alte situate in stati europei (pur trovandosi in un'area esterna ai confini geografici dell'Europa).
| Controllo di autorità | VIAF (EN) 139629408 · J9U (EN, HE) 987007567120705171 |